# Jodium-126
Jodium-126 of 126I is een radioactieve isotoop van jodium. De isotoop komt van nature niet op Aarde voor.

## Radioactief verval
Jodium-126 bezit een halveringstijd van ongeveer 13 dagen. Het grootste gedeelte (52,7%) vervalt naar de stabiele isotoop telluur-126:
{\displaystyle {\ce {{^{126}_{53}I}->{^{126}_{52}Te}+{e^{+}}+{\nu }_{e}}}}
De vervalenergie hiervan bedraagt 1131,84 keV. 
De rest (47,3%) vervalt tot de stabiele isotoop xenon-126:
{\displaystyle {\ce {{^{126}_{53}I}->{^{126}_{54}Xe}+{e^{-}}+{\bar {\nu }}_{e}}}}
De vervalenergie bedraagt 1258 keV.
107I · 108I · 109I · 110I · 111I · 112I · 113I · 114I · 114mI · 115I · 116I · 116mI · 117I · 118I · 118mI · 119I · 120I · 120m1I · 120m2I · 121I · 121mI · 122I · 123I · 124I · 125I · 126I · 127I · 128I · 128m1I · 128m2I · 129I · 130I · 130m1I · 130m2I · 130m3I · 130m4I · 131I · 132I · 132mI · 133I · 133m1I · 133m2I · 134I · 134mI · 135I · 136I · 136mI · 137I · 138I · 139I · 140I · 141I · 142I · 143I · 144I · 145I